# Martina Ambrosi (sciatrice)
Martina Ambrosi (7 aprile 2001) è una saltatrice con gli sci italiana.

## Biografia
Originaria di Trento e attiva dal gennaio del 2016, Martina Ambrosi ha esordito in Coppa del Mondo il 26 febbraio 2022 a Hinzenbach (37ª) e ai Campionati mondiali a Trondheim 2025, dove si è classificata 38ª nel trampolino normale e 6ª nella gara a squadre; non ha preso parte a rassegne olimpiche.

## Palmarès

### Coppa del Mondo
- Miglior piazzamento in classifica generale: 42ª nel 2025